# Ņikita Koļesovs
Ņikita Koļesovs (25 settembre 1996) è un ex calciatore lettone, di ruolo difensore.

## Carriera

### Club
Dal 2013 al 2015 ha giocato con le riserve del Ventspils, venendo successivamente aggregato alla prima squadra, con la quale ha collezionato anche 8 presenze in Europa League.

### Nazionale
Esordisce con la nazionale lettone il 9 giugno 2017 nell'incontro perso per 0-3 con il Portogallo, valido per le qualificazioni a Russia 2018.